# Национальный институт корейского языка

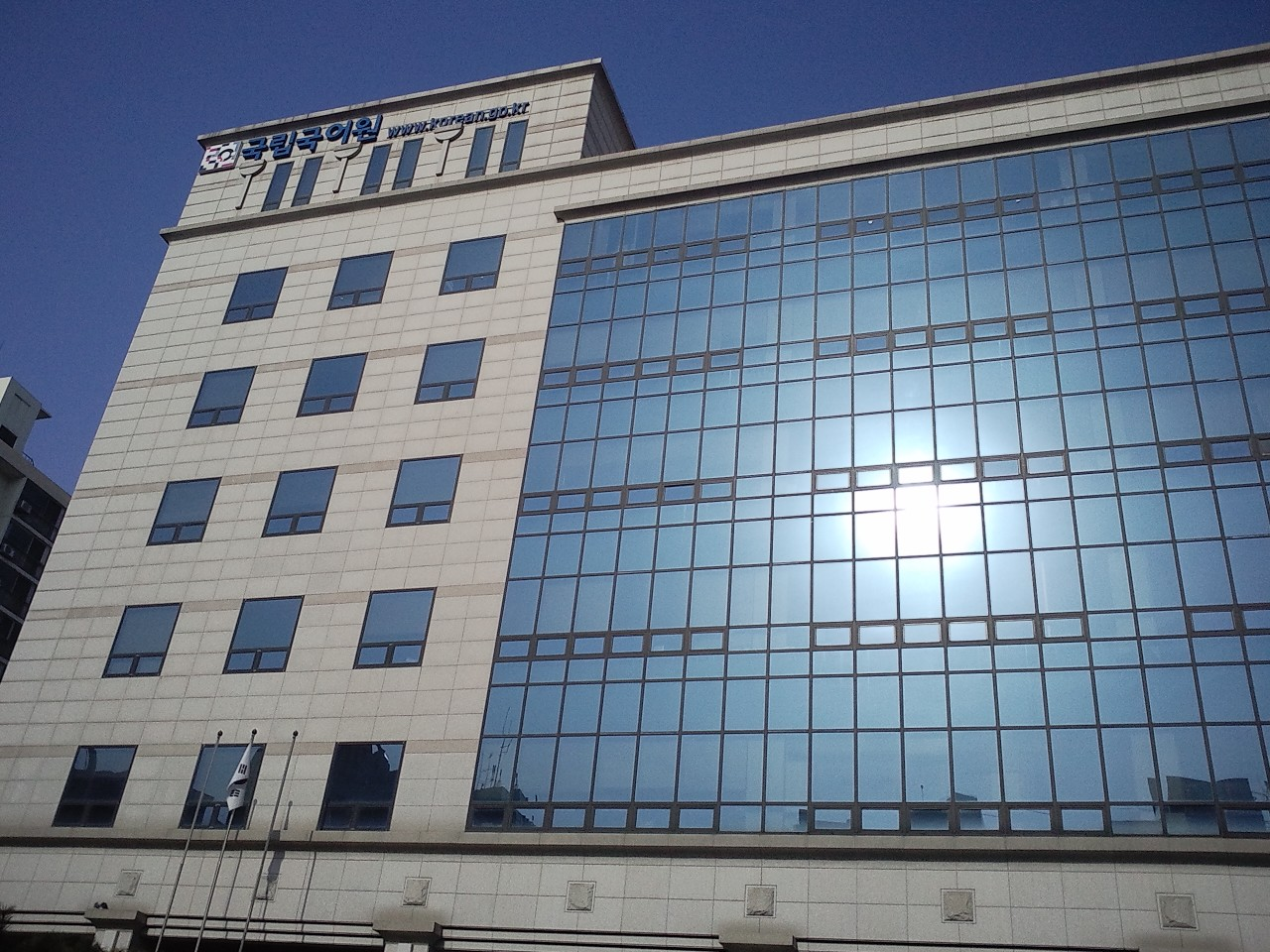
Здание Национального института корейского языка в Сеуле

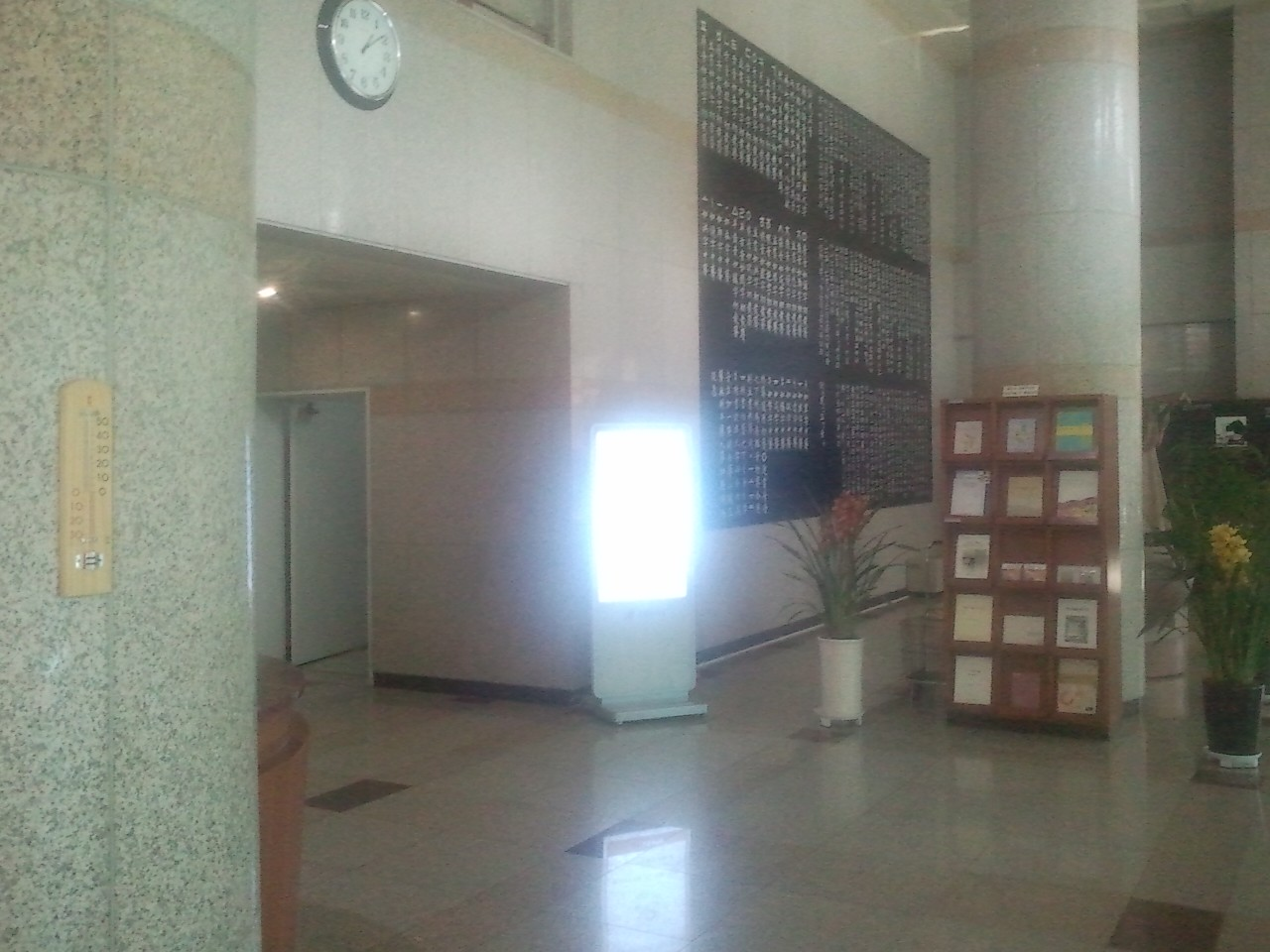
Интерьер первого этажа института

Национальный институт корейского языка (кор. 국립국어원) — организация-регулятор корейского языка, ответственная за проведение языковой политики в Южной Корее.

## Цели и задачи
Институт имеет три основные цели:
- проводить исследования по разработке и надлежащем использовании корейского языка;
- вырабатывать языковые правила и стандарты, осуществлять языковую политику и разработку «Большого словаря стандартного корейского языка» (кор. 표준 국어 대사전);
- повышение уровня знаний корейского языка как у носителей языка, так и иностранцев.

## История
«Научно-исследовательский институт национального языка» был основан 10 мая 1984 года и в 1991 году реорганизован в «Национальную академию корейского языка», подведомственную Министерству культуры Южной Кореи. В 2000 году институт разместился в здании в Панхва-дон в сеульском районе Кансо-гу, где находится до настоящего времени. С января 1992 года институт начал издание «Большого словаря стандартного корейского языка» в 3-х томах, завершено в 1999 году. В 2004 году декретом президента Но Му Хёна № 18588 от 11 ноября 2004 года переименован в «Национальный институт корейского языка».

## Организационная структура
Институт состоит из двух департаментов, каждый из которых разделен на три отдела:
- Департамент планирования и тренингов
  - отдел планирования и управления;
  - отдел мониторинга употребления языка;
  - отдел образования и тренингов.
- Департамент языковых исследований
  - отдел исследований языка;
  - отдел языковых информационных ресурсов;
  - отдел продвижения языка.

Генеральным директором института с мая 2015 года является профессор Сон Чхоль Ё из Сеульского национального университета.